# David Favrholdt
 Der er for få eller ingen kildehenvisninger i denne artikel, hvilket er et problem. Du kan hjælpe ved at angive troværdige kilder til de påstande, som fremføres i artiklen.

David Cornaby Favrholdt (24. april 1931 i Junction City, Oregon, USA - 6. december 2012 i Odense) var en dansk filosof, uddannet cand.psych. og mag.art. i psykologi og filosofi og senere dr.phil. ved Københavns Universitet.
Han fik i 1958 en guldmedalje for sin prisopgave om bevidsthedsbegrebet ved Aarhus Universitet. Han var ansat som professor i 1966 ved Odense Universitet, siden Syddansk Universitet, frem til sin pensionering i 2001 og var siden professor emeritus. Medlem af Academia Europaea siden 1989. Medlem af Det Kgl. Danske Videnskabernes Selskab fra 1976. Ansvarshavende redaktør af Symposion fra 1968 til 1978 og af Danish Yearbook of Philosophy fra 1985 til 1991. Medlem af Nationalkomiteen under The International Union of the History and Philosophy of Science siden 1982 og formand for unionen fra 1990 til 1998. Desuden tildelt Fyens Stiftstidendes forskerpris i 1972.
Favrholdt var især optaget af Niels Bohr, bevidstheds- og erkendelsesteori. Men blandede sig også meget i den offentlige debat i både skrevne og visuelle medier.
Med udgivelsen af sin kunstparameterteori i Æstetik og Filosofi i 2000, der søger at sætte grænser for kunst og kunstoplevelser, især rettet imod readymades, skabte det et mindre oprør iblandt kunstnere og kunsthistorikere.